# تشخيص ذاتي
التشخيص الذاتي هو أن يقوم شخص بعملية التشخيص أو تحديد الوضع الصحي لنفسه بنفسه. وقد يستعين الشخص بالقواميس الطبية والكتب والمصادر المختلفة على شبكة الإنترنت، إضافة إلى استحضار التجارب الشخصية الماضية وإدراك الأعراض الطبية أو العلامات السريرية التي صاحبت أمراض أصيب بها أفراد العائلة سابقاً.
التشخيص الذاتي عرضة للخطأ وقد يكون خطِراً إن اتخذت قرارات غير ملائمة على أساس التشخيص الذاتي الخاطئ وبسبب المخاطر، تدعو الحكومات إلى التخلي عن التشخيص الذاتي رسمياً ، كما يدعو إلى ذلك الأطباء وهيئات الرعاية الصحية. حتى أنه يُشجَّع الأطباء أنفسهم لعدم الانخراط في التشخيص الذاتي لأنهم يخطئون عند تشخيص أنفسهم. إذا كان التشخيص الذاتي خاطئاً، فقد ينتج عنه رعاية صحية غير ملائمة، بما في ذلك تناول علاجات خاطئة وعدم وجود رعاية في الحالات الخطيرة. لكن قد يكون التشخيص الذاتي ملائماً في ظروف معينة. تقدم كافة الأدوية فوق الطاولة والعلاجات غير الموصوفة بافتراض أن الناس قادرون على تشخيص أنفسهم ذاتياً، إذ يحددون أن حالتهم لا يمكن أن تكون خطرة وعليه فإن الضرر المحتمل أن تسببه الأدوية الخاطئة سيكون طفيفاً. يمكن تشخيص بعض الحالات ذاتياً بسهولة كما في الإصابة بقمل الرأس وكشط الجلد والحالات المألوفة كالصداع وعسر الطمث والزكام.
ثمة ظروف أكثر صعوبة تتعلق بالحالات المعقدة التي يتم فيها وصف الأدوية بشكل كبير كما في حالات قصور الانتباه وفرط الحركة لدى البالغين. ثمة انتقاد واسع يواجه عمليات تسويق الأدوية مباشرة إلى المستهلك على نطاق واسع، إذ يعزز ذلك من فكرة التشخيص الذاتي غير الملائم